# 올리버 스톤
올리버 스톤(Oliver Stone, 1946년 9월 15일~ )은 미국의 영화 감독, 영화 각본가, 영화 프로듀서, 작가이다.

## 삶
1946년 9월 15일 미국 뉴욕에서 주식중개인인 유대계 아버지와 프랑스계 어머니 사이에서 태어났다. 1965년 예일대학교를 중퇴하고 베트남으로 가 영어강사와 선원생활을 하며 떠돌다가 미국으로 돌아온 뒤 미 육군에 자원입대하여 베트남에서 복무하였다. 부상으로 제대한 뒤 현실적응에 어려움을 겪고 한동안 술과 마약으로 시간을 보내다가 뉴욕대학 영화과에 입학하면서 새로운 생활을 시작하였다.
1974년 감독 데뷔작인 《강탈 Seizure》이 실패로 끝나자 감독직을 포기하고 시나리오로 눈을 돌려 앨런 파커의 《미드나잇 익스프레스 Midnight Express》(1978)로 아카데미 각본상을 수상하였고 계속해서 존 밀리어스의 《코난 Conan: The Barbarian》(1981), 브라이언 드 팔마의 《스카페이스 Scarface》(1983), 마이클 치미노의 《이어 오브 드래곤 Year of the Dragon》 등의 시나리오작가로 명성을 얻었다.
이 기간 중 연출했던 공포영화 《손 The Hand》(1981)의 실패로 한동안 슬럼프에 빠졌던 스톤은 1986년 정치영화 《살바도르 Salvador》의 성공으로 감독으로서의 능력을 인정받았다. 같은 해 《플래툰 Platoon》으로 베를린영화제 감독상과, 작품상·감독상을 포함한 아카데미 4개 부문을 수상한 스톤은 이후 두 번째로 아카데미 감독상을 수상한 《7월 4일생 Born of the Fourth of July》(1989)과 《하늘과 땅 Heaven ＆ Earth》(1993)으로 '베트남 3부작'을 완성하고 계속해서 《월 스트리트 Wall Street》(1987), 《도어스 The Doors》(1991), 《JFK》(1991), 《올리버 스톤의 킬러 Natural Born Killers》(1994), 《닉슨 Nixon》(1995) 등을 발표하였다.

## 작품 목록
- 지옥의 여왕 (1974)
- 악마의 손 (1981)
- 살바도르 (1986)
- 플래툰 (1986)
- 월 스트리트 (1987)
- 토크 라디오 (1988)
- 7월 4일생 (1989)
- 도어즈 (1991)
- JFK (1993)
- 하늘과 땅 (1994)
- 킬러 (1995)
- 닉슨 (1997)
- 유 턴 (1999)
- 애니 기븐 선데이 (1990)
- 알렉산더 (2004)
- 월드 트레이드 센터 (2006)
- 더블유 (2008)
- 월 스트리트: 머니 네버 슬립스 (2010)
- 파괴자들 (2012)
- 스노든 (2016)
- 우크라이나에 불 (2016)
- 푸틴과의 인터뷰 (2017)
- 우크라이나를위한 싸움에서 (2019)

## 수상 경력
- 1979년 제36회 골든글로브시상식 각본상
- 1979년 제31회 미국작가조합상 각색상
- 1979년 제51회 아카데미시상식 각색상
- 1987년 제44회 골든글로브시상식 감독상
- 1987년 제44회 골든글로브시상식 드라마부문 작품상
- 1987년 제39회 미국감독조합상 영화부문 감독상
- 1987년 제59회 아카데미시상식 감독상
- 1988년 제41회 영국아카데미시상식 데이빗 린 상
- 1990년 제47회 골든글로브시상식 각본상
- 1990년 제47회 골든글로브시상식 감독상
- 1990년 제47회 골든글로브시상식 드라마부문 작품상
- 1990년 제42회 미국감독조합상 영화부문 감독상
- 1990년 제62회 아카데미시상식 감독상
- 1990년 주피터어워즈 외국감독상
- 1990년 제40회 베를린국제영화제 파노라마 단편영화심사위원상
- 1992년 제49회 골든글로브시상식 감독상
- 1992년 주피터어워즈 외국감독상
- 1992년 주피터어워즈 외국영화상
- 1994년 제51회 베니스국제영화제 심사위원대상
- 1995년 제8회 시카고비평가협회상 감독상
- 2004년 제2회 방콕국제영화제 주요경쟁부문 골든 키나르상
- 2012년 제60회 산세바스찬국제영화제 평생공로상
- 2013년 제48회 카를로비바리국제영화제 세계영화공헌상